# Sybra albomaculata
Sybra albomaculata är en skalbaggsart. Sybra albomaculata ingår i släktet Sybra och familjen långhorningar.

## Underarter
Arten delas in i följande underarter:
- S. a. albomaculata
- S. a. formosana